# Władisław Lowin
Władisław Olegowicz Lowin (ros. Владислав Олегович Лёвин, ur. 28 marca 1995 w Orle) – rosyjski piłkarz grający na pozycji środkowego pomocnika w czeskim klubie Bohemians 1905.
Wychowanek moskiewskich klubów Torpeda i Dinama. W swojej karierze grał również w Dinamie, FK Mladej Boleslav i Vysočinie Igława.

## Życie prywatne
Syn piłkarza Olega (ur. 1975), który grał na pozycji bramkarza oraz lekkoatletki Tatjany (ur. 1977), specjalizującej się w biegu na 400 m. Ma siostrę Annę.